# Freaks
«Freaks» — другий альбом британського рок-гурту «Pulp».

## Альбомні сингли
«They Suffocate At Night» (січень 1987)
«Master of the Universe» (30 березня 1987)

## Список пісень
Вся музика написана Pulp, всі тексти - Джарвісом Кокером, окрім "Anorexic Beauty" - Девідом Керлі та "Fairground", "The Will to Power" - Расселом Сеніором. 
1. «Fairground»
2. «I Want You»
3. «Being Followed Home»
4. «Master Of The Universe»
5. «Life Must Be So Wonderful»
6. «There's No Emotion»
7. «Anorexic Beauty»
8. «The Never-Ending Story»
9. «Don't You Know»
10. «They Suffocate At Night»